# Zapote (Costa Rica)
Zapote es el distrito número cinco del cantón de San José en la provincia homónima. Es uno de los suburbios más importantes de la capital costarricense. 
Es reconocido por albergar las populares Fiestas de Zapote, que toman lugar la última semana de cada año en la explanada donde se ubica el Redondel de Toros de Zapote. En Zapote se encuentran varias instituciones costarricenses, tales como Casa Presidencial de Costa Rica, Ministerio de la Presidencia de Costa Rica, Ministerio de Seguridad Pública de Costa Rica, Correos de Costa Rica, Tecnológico de Costa Rica y Corbana. La patrona de Zapote es la Inmaculada Virgen María, por lo cual cada 8 de diciembre se celebran estas fiestas muy especialmente, tal como es hecho en Nicaragua, por tal motivo el parque al frente de la Iglesia Católica de Zapote se llama el parque Nicaragua.

## Toponimia
Llamado así por el fruto de zapote (del náhuatl: tzapotl), de los que existen varias especies de árboles.

## Ubicación
Zapote se localiza al Este del Cantón Central de San José. Sus límites son:
- Norte: Cantón de Montes de Oca
- Este: Cantón de Curridabat
- Sur: Distrito de San Francisco de Dos Ríos
- Oeste: Distrito de Catedral

## Geografía
Zapote cuenta con un área de 2,86 km² y una altitud media de 1176 m s. n. m.
Hasta el período 2000-2011 Zapote tenía una extensión de 2.68 km², pero ganó terreno cedido por el distrito Catedral hasta la actual superficie. El distrito presenta una geografía bastante regular, y hoy día se encuentra urbanizado en su totalidad. El distrito pertenece a lo que se conoce como Gran Área Metropolitana de Costa Rica.
Zapote no presenta amenazas naturales latentes, con la excepción de posibilidad de inundación por desbordamiento del río María Aguilar, que cruza al sur del distrito, situación que rara vez puede presentarse durante la época lluviosa del país (que generalmente va de mayo a noviembre).

## Demografía
Para el año 2022, Zapote cuenta con una población estimada de 19 684 habitantes, y para el último censo efectuado, en 2011, Zapote contaba con una población de 18 679 habitantes.
Zapote ha tenido un desarrollo demográfico creciente durante todo el siglo XX, aunque para el siglo XXI se presentó un decrecimiento poblacional, evidente si se comparan los dos últimos censos. 
Según el censo de 2011, 1776 habitantes del distrito Zapote fueron nacidos en otro país (un 9.5 % del total de la población distrital), dato relativamente estable en comparación con las cifras del censo de 2000, las cuales señalaban 1791 personas nacidas en el extranjero. Entre ambos censos se observa el descenso en un importante número de residentes nacidos en Cuba, que en el 2000 eran la segunda mayor colonia en el distrito. Los países más señalados por los residentes del distrito como país de procedencia se muestran a continuación a continuación.
| País de Nacimiento       | Total 2000 | % Extranjeros | Total 2011 | % Extranjeros |
| ------------------------ | ---------- | ------------- | ---------- | ------------- |
| Nicaragua                | 935        | 52,2          | 1.025      | 57,7          |
| Colombia                 | 67         | 3,7           | 172        | 9,7           |
| Estados Unidos           | 94         | 5,2           | 83         | 4,7           |
| El Salvador              | 46         | 2,6           | 63         | 3,5           |
| Cuba                     | 160        | 8,9           | 48         | 2,7           |
| Nacidos en el Extranjero | 1.791      | 100,0         | 1.776      | 100,0         |

## Transporte

### Carreteras
Al distrito lo atraviesan las siguientes rutas nacionales de carretera:
- Ruta nacional 39
- Ruta nacional 204
- Ruta nacional 215

## Barrios

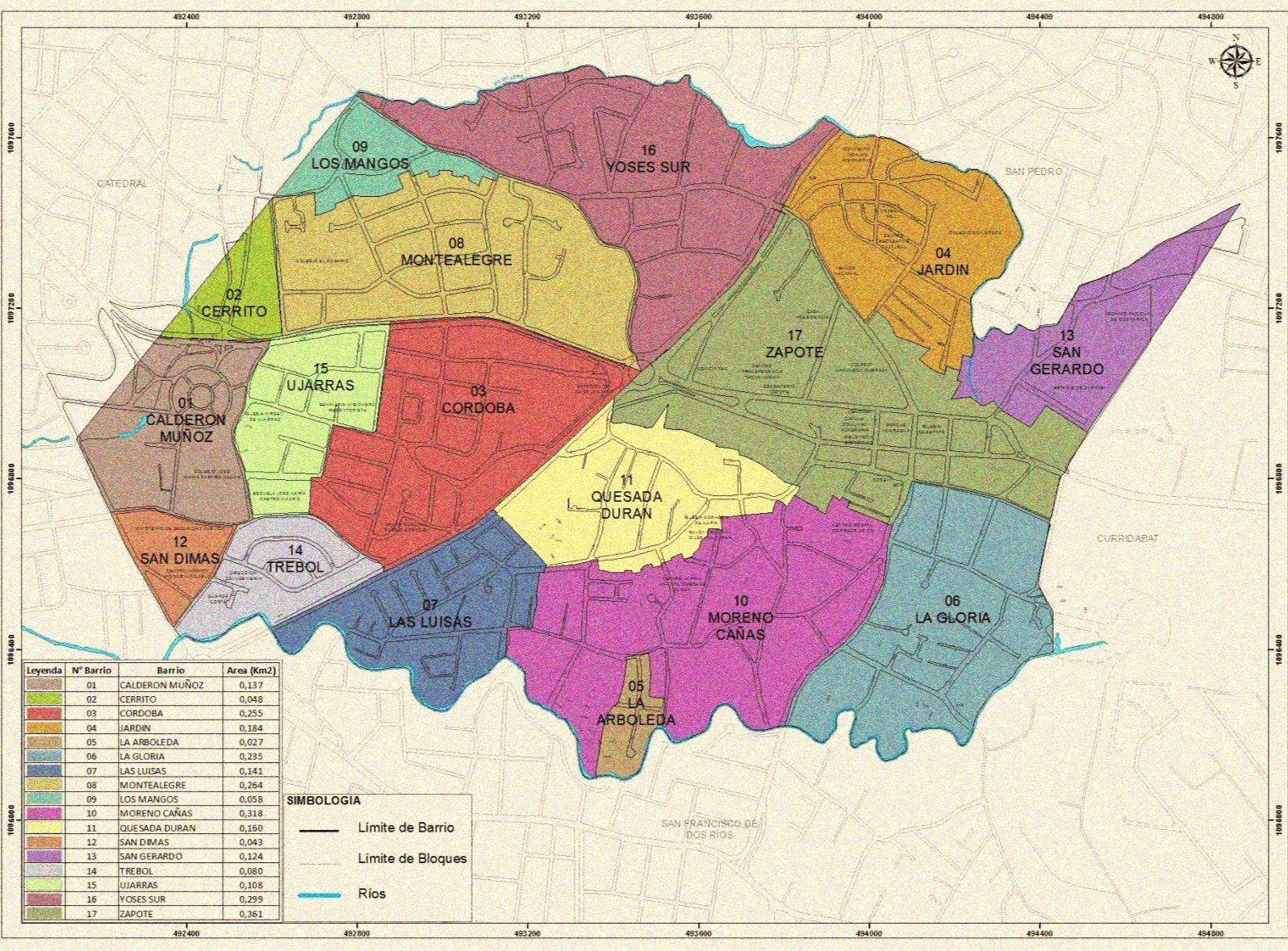
Mapa de Zapote

En Zapote se ubican 18 barrios: Alborada, Calderón Muñoz, Cerrito, Córdoba, Lucía Jardín, La Gloria, urbanización Las Luisas, Los Mangos, Montealegre, Moreno Cañas, Quesada Durán, San Dimas, San Gerardo, Trébol, Ujarrás, Vista Hermosa, Yoses Sur, Zapote y barrio Las Rosas